# Topsfield (Maine)
Topsfield és una població dels Estats Units a l'estat de Maine (EUA). Segons el cens del 2000 tenia 225 habitants.

## Demografia
Segons el cens del 2000, Topsfield tenia 225 habitants, 92 habitatges, i 65 famílies. La densitat de població era d'1,7 habitants/km².
Dels 92 habitatges en un 32,6% hi vivien nens de menys de 18 anys, en un 64,1% hi vivien parelles casades, en un 4,3% dones solteres, i en un 28,3% no eren unitats familiars. En el 25% dels habitatges hi vivien persones soles el 17,4% de les quals corresponia a persones de 65 anys o més que vivien soles. El nombre mitjà de persones vivint en cada habitatge era de 2,45 i el nombre mitjà de persones que vivien en cada família era de 2,89.
Per edats la població es repartia de la següent manera: un 25,3% tenia menys de 18 anys, un 5,8% entre 18 i 24, un 25,8% entre 25 i 44, un 28,4% de 45 a 60 i un 14,7% 65 anys o més.
L'edat mediana era de 41 anys. Per cada 100 dones de 18 o més anys hi havia 90,9 homes.
La renda mediana per habitatge era de 26.250 $ i la renda mediana per família de 31.875 $. Els homes tenien una renda mediana de 30.833 $ mentre que les dones 13.929 $. La renda per capita de la població era de 14.456 $. Entorn del 10,4% de les famílies i el 13,5% de la població estaven per davall del llindar de pobresa.